# Graminicola bengalensis
A Graminicola bengalensis a madarak osztályának verébalakúak (Passeriformes) rendjébe és a Pellorneidae családjába tartozó faj.

## Rendszerezése
A fajt Thomas Claverhill Jerdon brit zoológus írta le 1863-ban.

## Előfordulása
Dél-Ázsiában, Banglades, India és Nepál területén honos. A természetes élőhelye a szubtrópusi vagy trópusi szezonálisan elárasztott legelők, valamint édesvizű tavak, mocsarak, folyók és patakok környéke. Állandó, nem vonuló faj.

## Megjelenése
Testhossza 16-18 centiméter, testtömege 13-17 gramm.

## Életmódja
Magányosan, vagy párban keresgéli gerinctelenekből álló táplálékát.